# HD 60855
HD 60855，又名BD-14 1999，SAO 153118、HR 2921，是一颗恒星，视星等为5.7，位于銀經230.91，銀緯3.02，其B1900.0坐标为赤經7h 31m 28s，赤緯-14° 3.02′ 16″。